# Mr.Traveling Man
『Mr.Traveling Man』（ミスター・トラベリング・マン）は、TOKIOの33作目のシングル。2006年2月8日にユニバーサルミュージックから発売された。

## 解説
前作『明日を目指して!』約2か月ぶりのCDシングルである。表題曲の「Mr.Traveling Man」は、松岡昌宏が主演を務めたTBS系テレビドラマ『夜王 〜YAOH〜』の主題歌となっていた。このシングルで、2003年10月1日発売の『AMBITIOUS JAPAN!』以来となるおよそ2年4か月ぶりの初登場1位、通算4作目の首位を獲得した。
ジャケットと収録曲が異なる初回盤A、初回盤B、初回盤C、通常盤初回プレス、通常盤の5形態で発売された。初回盤Aと初回盤Bは、3Pケース仕様でそれぞれ10Pのスペシャル・ブックレットが付属。初回盤Cには、前作「明日を目指して!」のビデオ・クリップのメイキング映像が収録されたDVDが付属。通常盤初回プレスには、特典としてステッカーが封入されていた。

## 収録曲

### CD

#### 通常盤
1. Mr.Traveling Man
作詞・作曲：清水昭男、編曲：佐久間正英
  - TBS系テレビドラマ『夜王〜YAOH〜』主題歌
2. 夜を吹き飛ばせ
作詞・作曲：中原明彦、編曲：KAM
3. Love is here
作詞：TAKESHI、作曲・編曲：山原一浩
4. 明日を目指して!（Piano version）
作曲：長瀬智也、編曲：KAM
  - 32ndシングルのピアノバージョン
5. Mr.Traveling Man（Backing Track）

#### 初回盤A
1. Mr.Traveling Man
2. 夜を吹き飛ばせ
3. Mr.Traveling Man（Backing Track）

#### 初回盤B
1. Mr.Traveling Man
2. Love is here
3. Mr.Traveling Man（Backing Track）

#### 初回盤C
1. Mr.Traveling Man
2. Mr.Traveling Man（Backing Track）

### DVD（初回盤Cのみ）
1. 明日を目指して!（Making of Video Clip）

## 収録アルバム
- Harvest（#1）
- HEART（#1）

## 映像作品
Mr.Traveling Man
- TOKIO Special GIGs 2006 〜Get Your Dream〜
- 5 ROUND III（PV映像）
- OVER/PLUS